# Арабская лига чемпионов по футболу
Клубный кубок арабских чемпионов по футболу (араб. كأس العرب للأندية الأبطال‎, фр. Ligue des Champions Arabe)) — футбольный турнир, в котором принимают участие клубы из арабских стран Африки и Азии, а точнее ассоциаций входящих в САФА. Проводится с 1981 года. Первоначально был известен как Арабский клубный кубок чемпионов (араб. العربية للبطل كأس نادي‎), который в 2001 году был объединён с Арабским кубком кубков, таким образом, возникло новое соревнование, получившее название Турнир принца Фейсала бин Фахада для арабских клубов (араб. بطولة الامير فيصل بن فهد للأندية العربية‎). С сезона 2003/04 по 2008/09 проходил под названием Арабская лига чемпионов. Затем турнир прервался и возобновился сезоном 2012/13, имевшего название Клубный кубок САФА, затем последовал 4-летний перерыв и возвращением в сезоне 2017 под ещё одним названием — Арабский клубный чемпионат, но с последующего розыгрыша было установлено наименование Клубный кубок арабских чемпионов.
Первыми чемпионами турнира стали иракский клуб «Аль-Шорта», которые победили ливанскую команду «Неджмех» в финале по сумме двух матчей в 1982 году.
Клубы из Саудовской Аравии выиграли наибольшее количество титулов — 8. Титул завоевали 19 клубов, восемь из которых выигрывали титул более одного раза. С момента объединения турнира с Кубком Арабских Кубков, только алжирский «ЕС Сетиф» смог дважды победить, успешно защитив свой титул в 2008 году. Несуществующие ныне иракский клуб «Аль-Рашид» и тунисский клуб «Эсперанс» делят рекорд по количеству титулов, у каждого из них по 3 трофея. Нынешним чемпионом является команда саудовский «Аль-Наср», который в финале переиграл «Аль-Хиляль».

## История
| Сезон                                                | Победитель                       |
| Арабский клубный кубок чемпионов                     | Арабский клубный кубок чемпионов |
| ---------------------------------------------------- | -------------------------------- |
| 1981/82                                              | Аль-Шорта                        |
| 1984                                                 | Аль-Иттифак                      |
| 1985                                                 | Аль-Рашид                        |
| 1986                                                 | Аль-Рашид (2)                    |
| 1987                                                 | Аль-Рашид (3)                    |
| 1988                                                 | Аль-Иттифак (2)                  |
| 1989                                                 | Видад                            |
| 1992                                                 | Аш-Шабаб (Эр-Рияд)               |
| 1993                                                 | Эсперанс                         |
| 1994                                                 | Аль-Хиляль                       |
| 1995                                                 | Аль-Хиляль (2)                   |
| 1996                                                 | Аль-Ахли                         |
| 1997                                                 | Клуб Африкен                     |
| 1998                                                 | ВА Тлемсен                       |
| 1999                                                 | Аш-Шабаб (Эр-Рияд) (2)           |
| 2000                                                 | Сфаксьен                         |
| 2001                                                 | Аль-Садд                         |
| Турнир принца Фейсала бин Фахада для арабских клубов |                                  |
| 2002                                                 | Аль-Ахли                         |
| 2003                                                 | Замалек                          |
| Арабская лига чемпионов                              |                                  |
| 2003/04                                              | Сфаксьен (2)                     |
| 2004/05                                              | Аль-Иттихад                      |
| 2005/06                                              | Раджа                            |
| 2006/07                                              | ЕС Сетиф                         |
| 2007/08                                              | ЕС Сетиф (2)                     |
| 2008/09                                              | Эсперанс (2)                     |
| Клубный кубок САФА                                   |                                  |
| 2012/13                                              | УСМ Алжир                        |
| Арабский клубный чемпионат                           |                                  |
| 2017                                                 | Эсперанс (3)                     |
| Клубный кубок арабских чемпионов.                    |                                  |
| 2018/19                                              | Этуаль дю Сахель                 |
| 2019/20                                              | Раджа (2)                        |
| 2023                                                 | Ан-Наср                          |

### 1989 — 2001: Равное противостояние между азиатскими и африканскими командами.
В 1989 году африканский клуб впервые стал чемпионом арабского мира, когда марокканский клуб «Видад» победил в финале саудовскую команду «Аль-Хиляль». В том же году САФА создала новый ежегодный турнир, который проводился параллельно с Кубком арабских клубных чемпионов; он назывался Арабский кубок обладателей кубков и имел схожий формат с Кубком чемпионов. В 1992 году САФА ввела Арабский Суперкубок, который был ежегодным турниром кругового типа между победителями и финалистами обоих турниров — Кубка чемпионов и Кубка обладателей кубков.
С 1989 по 2001 годы, шесть победителей были из Африканской конфедерации футбола и пять из Азиатской конфедерации футбола. Четыре из одиннадцати победителей за это время были из Саудовской Аравии, в то время как «Эсперанс» добыл первую победу для тунисского футбола в 1993 году, «Аль-Ахли» стал первым египетским чемпионом в 1995 году, «ВА Тлемсен» выиграл первый титул для Алжира в 1998 году, а «Аль-Садд» стал первым катарским клубом, который победил в 2001 году.

### 2002  — настоящее время: африканские команды доминируют после объединения.
В 2002 году Союз арабских футбольных ассоциаций приняла решение, которое изменило облик арабского клубного футбола. В связи с растущим числом обязательств, с которыми сталкиваются арабские клубы в современную эпоху, Союз арабских футбольных ассоциаций решил объединить Кубок обладателей кубков и Суперкубок с Кубком чемпионов, чтобы сформировать Турнир принца Фейсала бин Фахада для арабских клубов, который станет единственным клубным турниром Союза арабских футбольных ассоциаций. Под этим названием были сыграны два сезона, которые выиграли «Аль-Ахли» из Саудовской Аравии в 2002 году и «Замалек» в 2003 году. После сезона 2003 года спонсором турнира стала ART (Арабская радио- и телевизионная сеть), и Союз арабских футбольных ассоциаций изменил название турнира на Арабскую Лигу Чемпионов, чтобы название было похоже на названия других элитных континентальных турниров, таких как Лига Чемпионов УЕФА, Лига Чемпионов КАФ, Лига Чемпионов АФК и Лига Чемпионов ОФК. Тунисский клуб «Сфаксьен» стал первым победителем эпохи Лиги Чемпионов. С сезона 2004/05 Союз арабских футбольных ассоциаций вновь ввел двух матчевые финалы, которые не использовались с первых сезонов турнира.
После побед команд «Аль-Иттихад» из Саудовской Аравии и «Раджа»  из Марокко, «ЕС Сетиф» из Алжира стали первыми, кто выиграл титул два раза подряд в эпохе Лиги Чемпионов. После сезона 2008/09, выигранного командой «Эсперанс» из Туниса, Союз арабских футбольных ассоциаций столкнулась с организационными проблемами из-за проблем с новым спонсором турнира.Это помешало проведению турнира в течение четырех лет, пока он не появился в сезоне 2012/13 под новым названием «Клубный кубок САФА» , в котором «УСМ Алжир» выиграл свой первый титул. Однако САФА столкнулась с теми же проблемами, что и раньше, что привело к еще одному четырехлетнему перерыву. Соревнование было проведено снова в 2017 году под названием Арабский Клубный Чемпионат с участием 20 команд. Групповой этап и стадия выбывания проходили в Египте, а финал проводился в рамках одного матча. «Эсперанс» стал чемпионом, став самой успешной командой в истории турнира.
В сезоне 2018/19 число участников удвоилось до 40, где соревнование было переименовано в Клубный кубок арабских чемпионов и изменило свой формат. Из двенадцати чемпионов, которые побеждали с 2002 по 2020 годы, десять были из Африки, а только два - из Азии.
В сезоне 2023 впервые за 18 лет доминирования африканских клубов победила команда из Саудовской Аравии. Сделала это команда из Эр-Рияда «Ан-Наср», выигравший данный трофей впервые.

## Статистика

### Финалы
|  | Матч был выигран в дополнительное время     |
|  | Матч был выигран по правилам выездного гола |
|  | Матч был выигран в серии пенальти           |

| Арабский клубный кубок чемпионов - дома и на выезде (1981 — 1982)  | Арабский клубный кубок чемпионов - дома и на выезде (1981 — 1982) | Арабский клубный кубок чемпионов - дома и на выезде (1981 — 1982) | Арабский клубный кубок чемпионов - дома и на выезде (1981 — 1982) | Арабский клубный кубок чемпионов - дома и на выезде (1981 — 1982) | Арабский клубный кубок чемпионов - дома и на выезде (1981 — 1982) | Арабский клубный кубок чемпионов - дома и на выезде (1981 — 1982) | Арабский клубный кубок чемпионов - дома и на выезде (1981 — 1982) |
| Год                                                                | Страна                                                            | Команда 1                                                         | Счет                                                              | Команда 2                                                         | Страна                                                            | Место проведения                                                  | Кол-во болельщиков                                                |
| ------------------------------------------------------------------ | ----------------------------------------------------------------- | ----------------------------------------------------------------- | ----------------------------------------------------------------- | ----------------------------------------------------------------- | ----------------------------------------------------------------- | ----------------------------------------------------------------- | ----------------------------------------------------------------- |
| 1981/82                                                            | Ирак                                                              | Аль-Шорта                                                         | 2:0                                                               | Неджмех                                                           | Ливан                                                             | Багдад                                                            |                                                                   |
| 1981/82                                                            | Ливан                                                             | Неджмех                                                           | 2:2                                                               | Аль-Шорта                                                         | Ирак                                                              | Багдад (note)                                                     |                                                                   |
| 1981/82                                                            | Аль-Шорта выиграл 4:2 по сумме двух матчей.                       |                                                                   |                                                                   |                                                                   |                                                                   |                                                                   |                                                                   |
| Арабский клубный кубок чемпионов - один матч (1984 — 2001)         |                                                                   |                                                                   |                                                                   |                                                                   |                                                                   |                                                                   |                                                                   |
| 1984                                                               | Саудовская Аравия                                                 | Аль-Иттифак                                                       | n/a                                                               | Кенитра                                                           | Марокко                                                           | Эд-Даммам                                                         |                                                                   |
| 1985                                                               | Ирак                                                              | Аль-Рашид                                                         | n/a                                                               | УСМ Эль Хараш                                                     | Алжир                                                             | Багдад                                                            |                                                                   |
| 1986                                                               | Ирак                                                              | Аль-Рашид                                                         | n/a                                                               | Эсперанс                                                          | Тунис                                                             | Тунис                                                             |                                                                   |
| 1987                                                               | Ирак                                                              | Аль-Рашид                                                         | 2:1 (д.в.)                                                        | Аль-Иттихад                                                       | Саудовская Аравия                                                 | Эр-Рияд                                                           |                                                                   |
| 1988                                                               | Саудовская Аравия                                                 | Аль-Иттифак                                                       | 1:1 (4:2 п)                                                       | Клуб Африкен                                                      | Тунис                                                             | Шарджа                                                            | 27 500                                                            |
| 1989                                                               | Марокко                                                           | Видад                                                             | 3:1                                                               | Аль-Хиляль                                                        | Саудовская Аравия                                                 | Марракеш                                                          |                                                                   |
| 1990                                                               | Отменен во время предварительного раунда                          | Отменен во время предварительного раунда                          | Отменен во время предварительного раунда                          | Отменен во время предварительного раунда                          | Отменен во время предварительного раунда                          | Отменен во время предварительного раунда                          | Отменен во время предварительного раунда                          |
| 1992                                                               | Саудовская Аравия                                                 | Аш-Шабаб                                                          | 2:0 (д.в.)                                                        | Аль-Араби                                                         | Катар                                                             | Доха                                                              |                                                                   |
| 1993                                                               | Тунис                                                             | Эсперанс                                                          | 3:0                                                               | Аль-Мухаррак                                                      | Бахрейн                                                           | Тунис                                                             |                                                                   |
| 1994                                                               | Саудовская Аравия                                                 | Аль-Хиляль                                                        | 0:0 (4:3 п)                                                       | Аль-Иттихад                                                       | Саудовская Аравия                                                 | Эр-Рияд                                                           |                                                                   |
| 1995                                                               | Саудовская Аравия                                                 | Аль-Хиляль                                                        | 1:0                                                               | Эсперанс                                                          | Тунис                                                             | Эр-Рияд                                                           | 70 000                                                            |
| 1996                                                               | Египет                                                            | Аль-Ахли                                                          | 3:1                                                               | Раджа                                                             | Марокко                                                           | Каир                                                              |                                                                   |
| 1997                                                               | Тунис                                                             | Клуб Африкен                                                      | 2:1 (д.в.)                                                        | Аль-Ахли                                                          | Египет                                                            | Тунис                                                             | 45 000                                                            |
| 1998                                                               | Алжир                                                             | ВА Тлемсен                                                        | 3:1                                                               | Аш-Шабаб                                                          | Саудовская Аравия                                                 | Джидда                                                            |                                                                   |
| 1999                                                               | Саудовская Аравия                                                 | Аш-Шабаб                                                          | 2:0                                                               | Аль-Джаиш                                                         | Сирия                                                             | Доха                                                              | 5 000                                                             |
| 2000                                                               | Тунис                                                             | Сфаксьен                                                          | 2:1 (д.в.)                                                        | Аль-Джаиш                                                         | Сирия                                                             | Джидда                                                            |                                                                   |
| 2001                                                               | Катар                                                             | Аль-Садд                                                          | 3:1                                                               | Оран                                                              | Алжир                                                             | Доха                                                              | 20 000                                                            |
| Турнир принца Фейсала бин Фахада для арабских клубов (2002 — 2003) |                                                                   |                                                                   |                                                                   |                                                                   |                                                                   |                                                                   |                                                                   |
| 2002                                                               | Саудовская Аравия                                                 | Аль-Ахли                                                          | 1:0                                                               | Клуб Африкен                                                      | Тунис                                                             | Джидда                                                            |                                                                   |
| 2003                                                               | Египет                                                            | Замалек                                                           | 2:1                                                               | Аль-Кувейт                                                        | Кувейт                                                            | Каир                                                              |                                                                   |
| Арабская лига чемпионов - один матч (2003 — 2004)                  |                                                                   |                                                                   |                                                                   |                                                                   |                                                                   |                                                                   |                                                                   |
| 2003/04                                                            | Тунис                                                             | Сфаксьен                                                          | 0:0 (4–3 п)                                                       | Исмаили                                                           | Египет                                                            | Бейрут                                                            |                                                                   |
| Арабская лига чемпионов - дома и на выезде (2004 — 2009)           |                                                                   |                                                                   |                                                                   |                                                                   |                                                                   |                                                                   |                                                                   |
| 2004/05                                                            | Тунис                                                             | Сфаксьен                                                          | 1:2                                                               | Аль-Иттихад                                                       | Саудовская Аравия                                                 | Сфакс                                                             |                                                                   |
| 2004/05                                                            | Саудовская Аравия                                                 | Аль-Иттихад                                                       | 2:0                                                               | Сфаксьен                                                          | Тунис                                                             | Джидда                                                            | 26 000                                                            |
| 2004/05                                                            | Аль-Иттихад выиграл 4:1 по сумме двух матчей.                     |                                                                   |                                                                   |                                                                   |                                                                   |                                                                   |                                                                   |
| 2005/06                                                            | Египет                                                            | ЕНППИ                                                             | 1:2                                                               | Раджа                                                             | Марокко                                                           | Каир                                                              | 20 000                                                            |
| 2005/06                                                            | Марокко                                                           | Раджа                                                             | 1:0                                                               | ЕНППИ                                                             | Египет                                                            | Касабланка                                                        | 85 000                                                            |
| 2005/06                                                            | Раджа выиграл по сумме двух матчей со счетом 3:1.                 |                                                                   |                                                                   |                                                                   |                                                                   |                                                                   |                                                                   |
| 2006/07                                                            | Алжир                                                             | ЕС Сетиф                                                          | 1:1                                                               | Аль-Файсали                                                       | Иордания                                                          | Сетиф                                                             | 30 000                                                            |
| 2006/07                                                            | Иордания                                                          | Аль-Файсали                                                       | 0:1                                                               | ЕС Сетиф                                                          | Алжир                                                             | Амман                                                             | 20 000                                                            |
| 2006/07                                                            | ЕС Сетиф выиграл 2:1 по сумме двух матчей                         |                                                                   |                                                                   |                                                                   |                                                                   |                                                                   |                                                                   |
| 2007/08                                                            | Марокко                                                           | Видад                                                             | 0:1                                                               | ЕС Сетиф                                                          | Алжир                                                             | Касабланка                                                        | 90 000                                                            |
| 2007/08                                                            | Алжир                                                             | ЕС Сетиф                                                          | 1:0                                                               | Видад                                                             | Марокко                                                           | Сетиф                                                             | 30 000                                                            |
| 2007/08                                                            | ЕС Сетиф выиграл 2:0 по сумме двух матчей                         |                                                                   |                                                                   |                                                                   |                                                                   |                                                                   |                                                                   |
| 2008/09                                                            | Марокко                                                           | Видад                                                             | 0:1                                                               | Эсперанс                                                          | Тунис                                                             | Касабланка                                                        | 90 000                                                            |
| 2008/09                                                            | Тунис                                                             | Эсперанс                                                          | 1:1                                                               | Видад                                                             | Марокко                                                           | Радес                                                             |                                                                   |
| 2008/09                                                            | Эсперанс выиграл 2:1 по сумме двух матчей                         |                                                                   |                                                                   |                                                                   |                                                                   |                                                                   |                                                                   |
| Клубный кубок САФА (2012 — 2013)                                   |                                                                   |                                                                   |                                                                   |                                                                   |                                                                   |                                                                   |                                                                   |
| 2012/13                                                            | Кувейт                                                            | Аль-Араби                                                         | 0:0                                                               | УСМ Алжир                                                         | Алжир                                                             | Эль-Кувейт                                                        | 23 456                                                            |
| 2012/13                                                            | Алжир                                                             | УСМ Алжир                                                         | 3:2                                                               | Аль-Араби                                                         | Кувейт                                                            | Алжир                                                             | 50 000                                                            |
| 2012/13                                                            | УСМ Алжир выиграл 3:2 по сумме двух матчей                        |                                                                   |                                                                   |                                                                   |                                                                   |                                                                   |                                                                   |
| Арабский клубный чемпионат (2017)                                  |                                                                   |                                                                   |                                                                   |                                                                   |                                                                   |                                                                   |                                                                   |
| 2017                                                               | Тунис                                                             | Эсперанс                                                          | 3:2 (д.в.)                                                        | Аль-Файсали                                                       | Иордания                                                          | Александрия                                                       | 7 500                                                             |
| Клубный кубок арабских чемпионов. (2018 — настоящее время)         |                                                                   |                                                                   |                                                                   |                                                                   |                                                                   |                                                                   |                                                                   |
| 2018/19                                                            | Тунис                                                             | Этуаль дю Сахель                                                  | 2:1                                                               | Аль-Хиляль                                                        | Саудовская Аравия                                                 | Эль-Айн                                                           | 15 000                                                            |
| 2019/20                                                            | Марокко                                                           | Раджа                                                             | 4:4 (4:3 п)                                                       | Аль-Иттихад                                                       | Саудовская Аравия                                                 | Рабат                                                             | 0 (Матч без зрителей)                                             |
| 2023                                                               | Саудовская Аравия                                                 | Аль-Наср                                                          | 2:1 (д.в.)                                                        | Аль-Хиляль                                                        | Саудовская Аравия                                                 | Саудовская Аравия                                                 | 17 000                                                            |

↑  Обе игры были сыграны в Багдадe, так как матчи не могли проводиться в Ливане из-за Гражданской войны в Ливане.

↑  Победитель определился в круговом турнире.

### Лучшие бомбардиры за всю историю
| Место | Нац.              | Имя               | Голов |
| ----- | ----------------- | ----------------- | ----- |
| 1     | Саудовская Аравия | Сами аль-Джабер   | 26    |
| 2     | Саудовская Аравия | Талал Аль-Мешал   | 16    |
| 2     | Тунис             | Хайкель Гуэмамдиа | 16    |
| 4     | Тунис             | Зубайр Эссафи     | 14    |
| 5     | Египет            | Абдель Халим Али  | 13    |
| 6     | Марокко           | Мустафа Бидодан   | 12    |
| 6     | Саудовская Аравия | Саад аль-Харти    | 12    |
| 6     | Саудовская Аравия | Хамза Идрис       | 12    |
| 9     | Алжир             | Абдельмалек Зияя  | 10    |
| 9     | Иордания          | Хассун аль-Шейх   | 10    |
| 9     | Иордания          | Махмуд Шелбайе    | 10    |
| 9     | Саудовская Аравия | Эсса Аль-Мехьяни  | 10    |
| 9     | Бразилия          | Ромариньо         | 10    |
| 9     | Бразилия          | Сержио Рикардо    | 10    |